# 布兰德 (福拉尔贝格州)
布兰德（德語：Brand）是奥地利福拉尔贝格州布卢登茨县的一个市镇。总面积40.19平方公里，总人口697人，人口密度17.3人/平方公里（2005年）。